# Janowice Wielkie (gmina)
Janowice Wielkie – gmina wiejska w województwie dolnośląskim, w powiecie karkonoskim. W latach 1975–1998 gmina położona była w województwie jeleniogórskim.
Siedzibą władz gminy są Janowice Wielkie.
Według danych z 31 grudnia 2015 roku gminę zamieszkiwało 4319 osób. Natomiast według danych z 30 czerwca 2020 roku gminę zamieszkiwało 4275 osób.
Przychody gminy w roku 2010 wynosiły 9 721 269 zł.

## Struktura powierzchni
Według danych GUS z roku 2007 gmina Janowice Wielkie ma obszar 58,09 km², w tym:
- użytki rolne: 51%
- użytki leśne: 40%

Gmina stanowi 9,25% powierzchni powiatu.

## Podział administracyjny

### Granice gminy
Graniczy z:
- od południa z gminą Kamienna Góra,
- od południowego zachodu gminą Mysłakowice,
- od zachodu z Jelenią Górą,
- od północnego zachodu z gminą Jeżów Sudecki
- od północy z Wojcieszowem i Świerzawą
- od północnego wschodu ze gminą Bolków
- od wschodu z gminą Marciszów

## Demografia

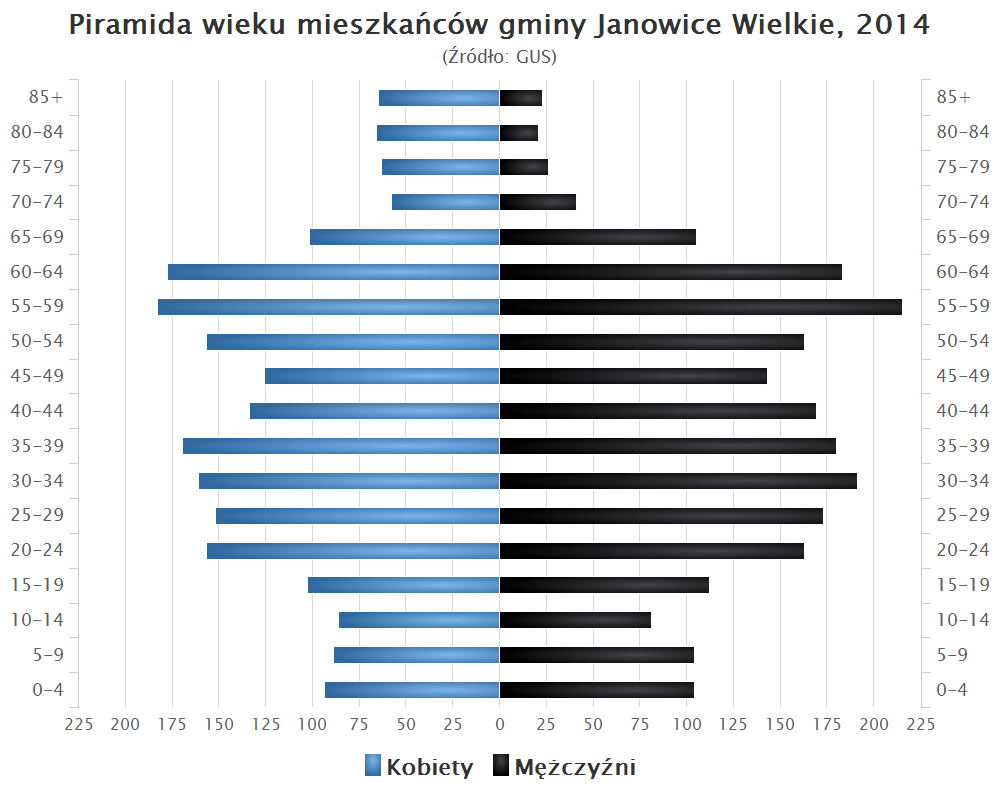
Piramida wieku mieszkańców gminy Janowice Wielkie w 2014 roku

Dane z 30 czerwca 2004:
| Opis                              | Ogółem | Ogółem | Kobiety | Kobiety | Mężczyźni | Mężczyźni |
| --------------------------------- | ------ | ------ | ------- | ------- | --------- | --------- |
| jednostka                         | osób   | %      | osób    | %       | osób      | %         |
| populacja                         | 4080   | 100    | 2067    | 50,7    | 2013      | 49,3      |
| gęstość zaludnienia (mieszk./km²) | 70,2   | 70,2   | 35,6    | 35,6    | 34,7      | 34,7      |

## Sołectwa
Janowice Wielkie, Komarno, Miedzianka, Mniszków, Radomierz, Trzcińsko.

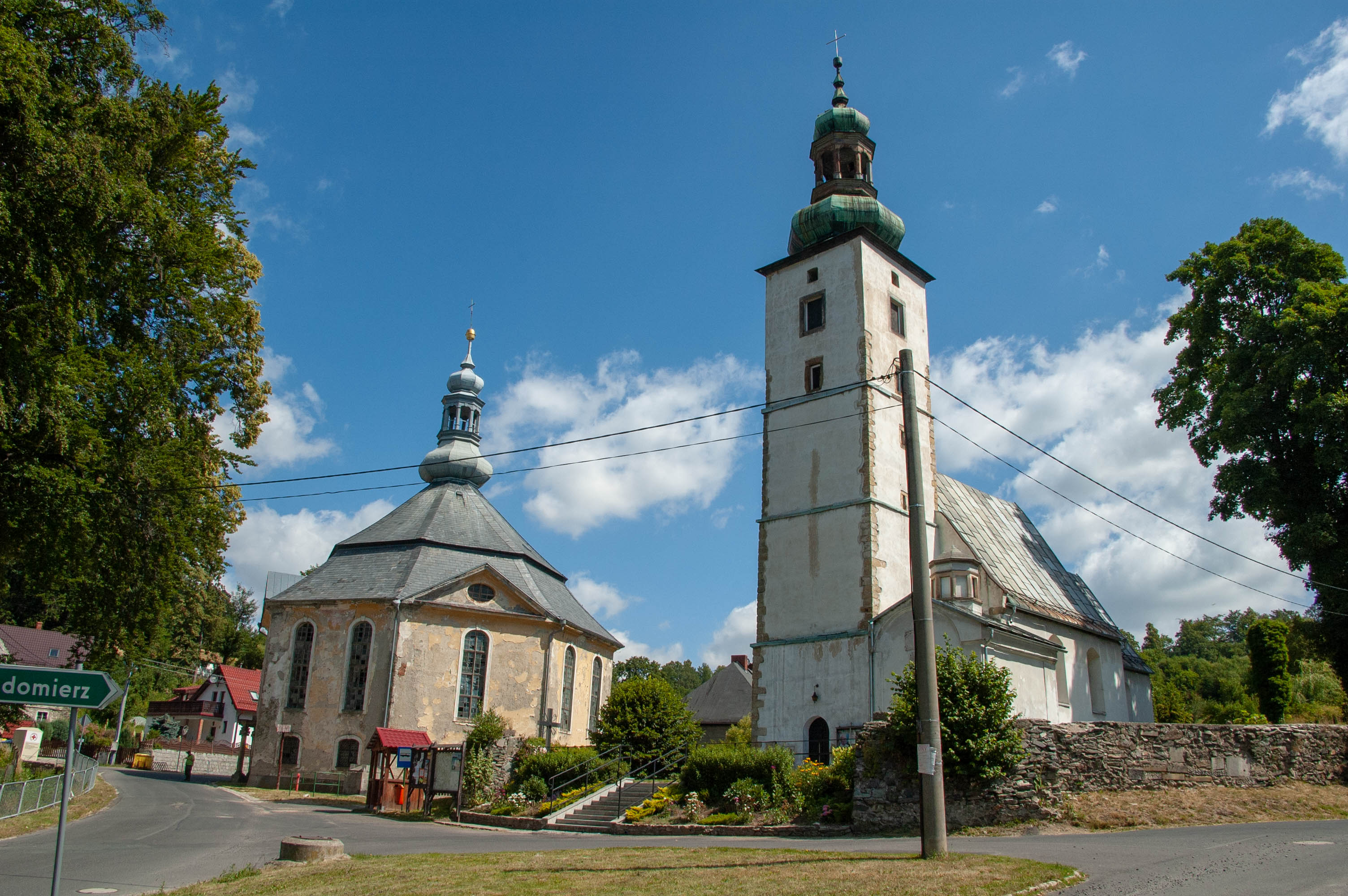
Komarno
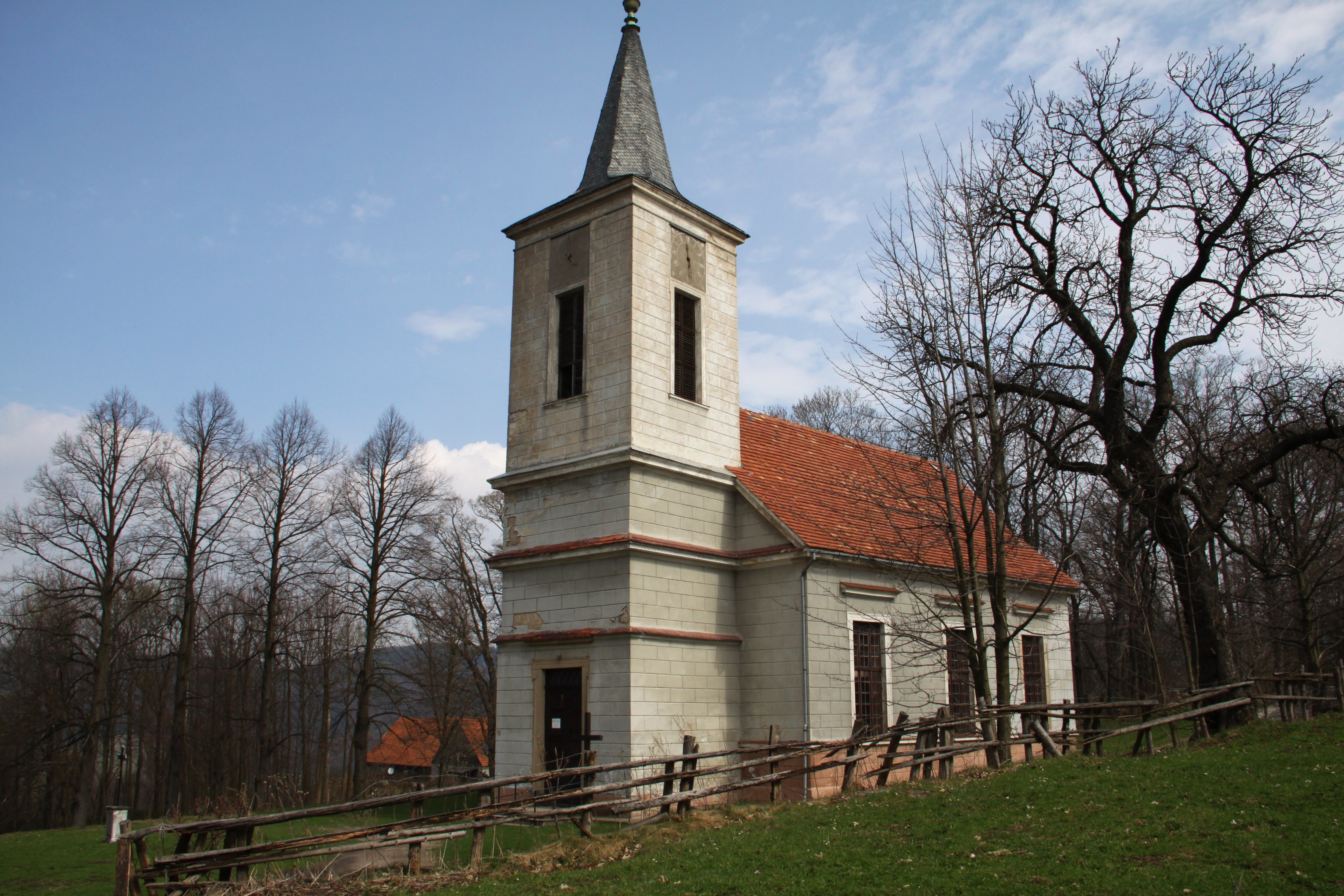
Medzianka
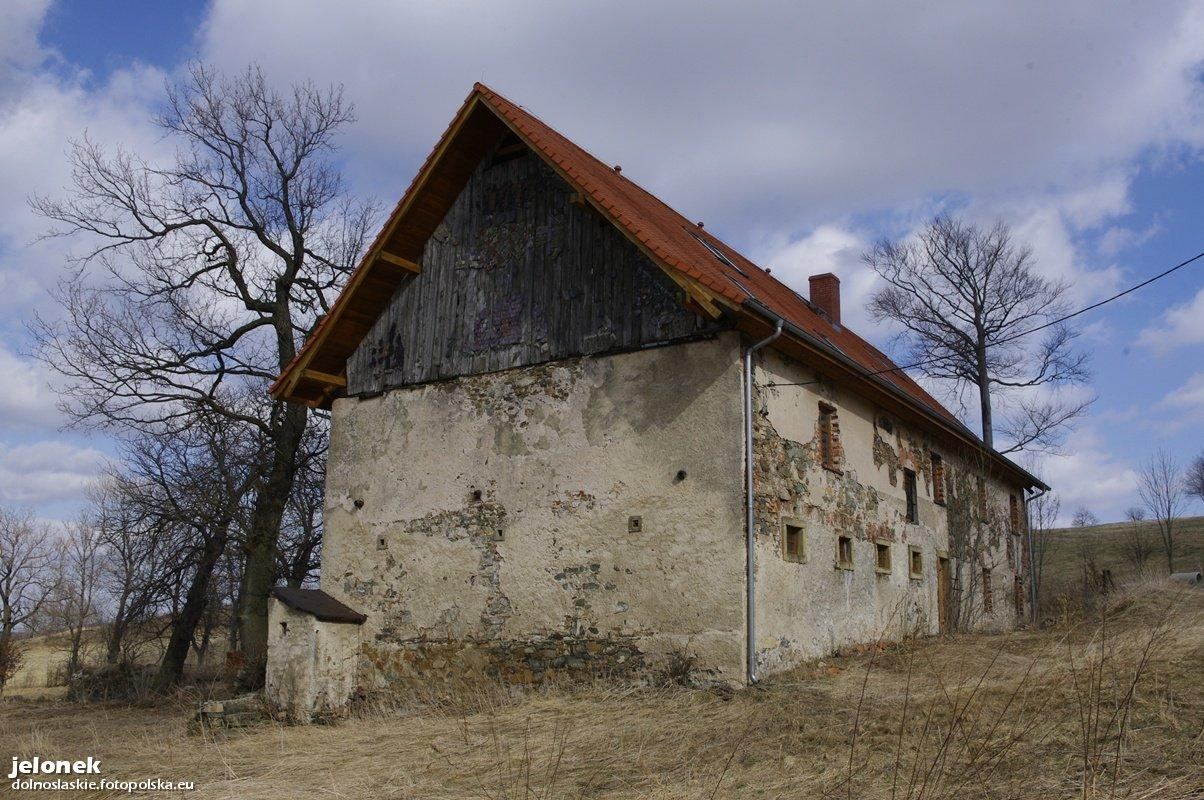
Mniszków

## Sąsiednie gminy
Bolków, Jelenia Góra, Jeżów Sudecki, Kamienna Góra, Marciszów, Mysłakowice, Świerzawa, Wojcieszów.